# Johann Martin Augustin Scholz

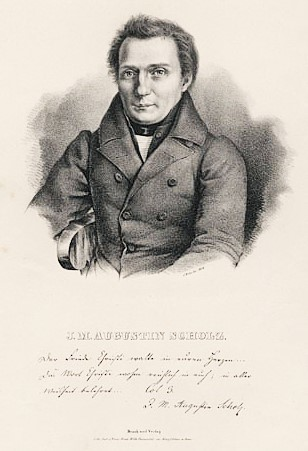

Johann Martin Augustin Scholz (8 de febrero de 1794 - 20 de octubre de 1852) fue un orientalista, bibliólogo bíblico y teólogo católico alemán. Fue profesor en la Universidad de Bonn y viajado mucho por Europa y el Cercano Oriente, en busca de manuscritos del Nuevo Testamento.

## Vida
Scholz cursó secundaria en el gymnasium católico de Breslavia (Breslau) y, posteriormente, estudió en la Universidad de Breslavia. En 1817 se le concedió el grado de Doctor en Teología por la Universidad de Friburgo, donde había estudiado bajo Johann Leonhard Hug (1765-1846). Scholz se trasladó a París, donde estudió persa y árabe con Silvestre de Sacy, y compiló numerosos códices (en griego, latín, árabe y siríaco) del Nuevo Testamento. Desde París se fue a Londres, y luego viajó por Francia y Suiza de camino a Italia, cuyas principales bibliotecas visitó con el fin de llevar a cabo sus investigaciones bíblicas. En el otoño de 1821, después de regresar de un viaje a través de Egipto, Palestina y Siria, y de haber sido ordenado en Breslavia (en octubre de 1821), Scholz se convirtió en profesor de exégesis en la Universidad de Bonn, ocupando una cátedra para la que había sido propuesto en 1820 y en la que permanecería hasta su muerte, a pesar de no ser un profesor especialmente interesante.
En 1837, Scholz fue nombrado canónigo de la Catedral de Colonia.

## Obra
Además de su gran obra, su Novum Testamentum Graece (una edición del texto del Nuevo Testamento griego), Scholz también fue conocido por sus esfuerzos en la traducción de la Biblia, en la que continuó el trabajo iniciado por Dominikus von Brentano y Anton Dereser.
El trabajo de Scholz en la crítica textual fue particularmente apreciado por los británicos. Consiguió añadir a la lista de los manuscritos griegos del Nuevo Testamento 616 nuevos manuscritos en minúscula. Sus únicas aportaciones a la lista de manuscritos unciales son el Codex Sangallensis 48 (Δ) y tres fragmentos de los Evangelios: uncial 0115 (anteriormente Wa), uncial 054 (su Y), y el fragmento vaticano N022 (su Γ). Estos manuscritos fueron parcialmente examinados y estudiados por él mismo. Los resultados de su trabajo se publicaron entre 1830 y 1836.
La aportación de Scholz de nuevos testigos a las listas de los manuscritos del Nuevo Testamento fue muy amplia. Fue el responsable de que se añadieran los códices 260-469 de los Evangelios, 110-192 de los Actos, 125-246 de las epístolas Paulinas, 51-89 del Apocalipsis, 51-181 de la Evangelistaria, y 21-48 de los Apostoloi.
Scholz recuperó el texto completo de cinco manuscritos: Minúscula 262, Minúscula 299, Minúscula 300, Minúscula 301 y Minúscula 346. También recuperó buena parte de otros manuscritos: las minúsculas 260, 270, 271, 277, 284, 285, 298, 324, 353, 382 y 428.
Scholz dividió todos los manuscritos del Nuevo Testamento en cinco familias: dos africanas (la de Alejandría y la Occidental), una asiática, una bizantina y una chipriota. Fue el primero en destacar la importancia de conocer la procedencia geográfica de los testimonios, cuestión que sería desarrollada por Streeter en 1924 ("teoría de los textos locales"). Sin embargo, tras estos primeros intentos de clasificación de los manuscritos, Scholz rechazó esta teoría y asumió la división de Bengel en dos familias, que él llamó la alejandrina y la constantinopolitana. Inicialmente consideró preferible la familia constantinopolitana (bizantina) de manuscritos, pero en 1845 se retractó de esta preferencia .

## Publicaciones escogidas
- Curae criticae in historiam textus Evangeliorum: commentationibus duabus, Heidelberg 1820
- Reise in die Gegend zwischen Alexandrien und Parätonium, die libysche Wüste, Siqa, Egypten, Palästina und Syrien, Leipzig, 1822 (Reimpresión: Georg Olms Verlag, 2005)
- Biblisch-kritische Reise in Frankreich, der Schweiz, Italien, Palästine und im Archipel in den Jahren 1818, 1819, 1820, 1821: Nebst einer Geschichte des Textes des Neuen Testaments, Leipzig, 1823
- Die heilige Schrift des neuen Testaments übersetzt, erklärt und in historisch-kritischen Einleitungen zu den einzelnen Büchern erläutert, Barrentrapp, Frankfurt a. M., 1829. vol. I: Die vier Evangelien, Franz Barrentrapp, Frankfurt am Main 1829; vol. II: Die Apostelgeschichte und die katholischen Briefe, ebenda 1830; vol. III: Die vierzehn Briefe des heiligen Apostels Paulus, ebenda 1830; Bd. IV: Die Apokalypse des heiligen Johannes des Apostels und Evangelisten, ebenda 1828)
- Die heilige Schrift des alten Testaments., Frankfurt, 1830-1837
- Novum Testamentum Graece. Textum ad fidem Testium Criticorum recensuit, Lectionum Familias subjecit, Leipzig, 1830-1836 (2 volumes), a critical edition of the original text, full of erudition but marred by a defective classification of authorities and by numerous critical inaccuracies.
- De virtutibus et vitiis utriusque Codd. N. T. familiae (Leipzig, 1845), a sort of supplement to the preceding work.
- Handbuch der biblischen Archäologie, Bonn, 1834
- Einleitung in die heiligen Schriften des alten und neuen Testaments, Köln, 1845
- Biblisch-kritische Reise in Frankreich, der Schweiz, Italien, Palästine und im Archipel in den Jahren 1818, 1819, 1820, 1821: Nebst einer Geschichte des Textes des N[euen] T[estaments]. Friedrich Fleischer, Leipzig und Sorau 1823 (Digitalisat bei Google Books)
- Handbuch der biblischen Archäologie. Adolph Mareus, Bonn 1834 (Digitalisat bei Google Books)
- Einleitung in die Schriften des A. u. N. T. (Cologne and Leipzig, 1845-1848, 3 vols, abordando únicamente el Antiguo Testamento).

A estas obras se pueden añadir los relatos de sus propios viajes: Reise in die Gegend; etc.  (Leipzig, 1822); Biblisch-kritische Reise, etc.  (Leipzig, 1823); sus ensayos sobre el Santo Sepulcro (Bonn, 1825); sobre Jerusalén (Bonn, 1835); Curae criticae, que contiene una valiosa descripción del Códigce K. Cyprius (Heidelberg, 1820); De fontibus historiae V. Test.  (Bonn, 1830); y su discurso sobre la armonía de la revelación divina y la ciencia (Bonn, 1845).